# Джейк Гардінер
Джейк Вільям Гардінер (англ. Jake William Gardiner; нар. 4 липня 1990, м. Міннетонка, США) — американський хокеїст, захисник. Виступає за «Торонто Мейпл-Ліфс» у Національній хокейній лізі.
Виступав за Університет Вісконсин (NCAA), «Торонто Марліз» (АХЛ), «Торонто Мейпл-Ліфс».
В чемпіонатах НХЛ — 246 матчів (21+68), у турнірах Кубка Стенлі — 6 матчів (1+4).
У складі національної збірної США учасник чемпіонатів світу 2014 і 2015 (14 матчів, 2+3). У складі молодіжної збірної США учасник чемпіонату світу 2010.
Досягнення
- Бронзовий призер чемпіонату світу (2015)
- Переможець молодіжного чемпіонату світу (2010).